# Zamek Hara
Zamek Hara (jap. 原城 Hara-jō) – zamek z XVII wieku w Japonii, na wyspie Kiusiu (Kyūshū), w prefekturze Nagasaki, od 1638 w ruinie.
Zamek zbudował Harunobu Arima (1567–1612), daimyō (pan feudalny) – propagator chrześcijaństwa, europejskiej nauki i kultury – w 1604 roku na wzgórzu nad brzegiem morza. 
W 1638 roku zamek był miejscem ostatniej bitwy powstania na półwyspie Shimabara. Przez ponad rok bronili się w nim powstańcy (głównie japońscy chrześcijanie), oblężeni przez wojska sioguna. W zdobyciu zamku pomogli Holendrzy, których artyleria prowadziła ostrzał. Po zdobyciu zamku powstańcy zostali zabici, a zamek zburzony. 
Zachowały się ruiny fortyfikacji. Jest tu też pomnik przywódcy powstania Shirō Amakusy (1621–1638). W 2018 roku zamek został wpisany listę światowego dziedzictwa UNESCO jako część dziedzictwa „ukrytych chrześcijan” w regionie Nagasaki. 